# Wilhelmine Enke
Wilhelmine Enke, contessa von Lichtenau (Potsdam, 29 dicembre 1752 – Berlino, 9 giugno 1820), è stata l'amante di Federico Guglielmo II di Prussia (1769-1797).

## Biografia
Era la figlia di Johann Elias Enke, un musicista da camera al servizio del re Federico Guglielmo II di Prussia.

## Amante reale
Wilhelmine incontrò il principe ereditario Federico Guglielmo nel 1764. Il re preferiva che il principe ereditario mantenesse un rapporto con lei, piuttosto che avesse rapporti con donne straniere. Nel 1769 ne divenne l'amante ufficiale. La coppia ebbe cinque figli, di cui solo uno sopravvisse fino all'età adulta:
- una figlia (nata e morta il 10 agosto 1770);
- Ulrike Sophie von Berckholz (marzo 1774-5 settembre 1774);
- Christina Sophie Frederica von Lutzenberg (25-31 agosto 1777);
- Alexander von der Marck (4 gennaio 1779-1 agosto 1787);
- Marianne Diderica Frederica Wilhelmine von der Marck (29 febbraio 1780-11 giugno 1814), sposò in prime nozze Frederick di Stolberg-Stolberg, ebbero una figlia, in seconde nozze Kaspar von Miaskowski, ebbero una figlia, e in terze nozze Etienne de Thierry, ebbero una figlia.

Nel 1782 Federico Guglielmo le organizzò il suo matrimonio con il suo consigliere e ciambellano Johann Friedrich Rietz (1755-1809), ma il rapporto tra Wilhelmine e Federico Guglielmo continuò.
Si è dibattuto se Wilhelmine cooperasse con Johann Rudolph von Bischoffswerder e Johann Christoph von Wöllner per mantenere il monarca sotto il loro controllo. A Wilhelmine fu concesso il titolo di contessa von Lichtenau nel 1794.
Dopo la morte di Federico Guglielmo nel 1797, Wilhelmine fu esiliata e i suoi beni confiscati, anche se le fu concessa una pensione. Dal 1802 al 1806 fu sposata con il drammaturgo Franz Ignaz von Holbein, di 26 anni più giovane di lei. Nel 1811 Napoleone le permise di tornare a Berlino.

## Eredità
Wilhelmine, conosciuta popolarmente come "bella Wilhelmine", è strettamente associata al Marmorpalais a Potsdam.
È uno dei personaggi principali del romanzo di Ernst von Salomon Die schöne Wilhelmine, che è stato anche trasformato in un serial televisivo nel 1984.